# Амангельдинський сільський округ (Амангельдинський район)
Амангельдинський сільський округ (каз. Амангелді ауылдық округі, рос. Амангельдинский сельский округ) — адміністративна одиниця у складі Амангельдинського району Костанайської області Казахстану. Адміністративний центр — село Амангельди.
Населення — 7395 осіб (2021; 8752 у 2009, 8105 у 1999, 10055 у 1989).
Станом на 1989 рік існували Амангельдинська сільська рада (село Амангельди) та Шоптикольська сільська рада (села Баймурат, Мукур, Отеміс, Узинкога), села Аккісі та Когали перебували у складі Шакпацької сільської ради, села Єсір та Сулікти — у складі Першотравневої сільської ради, село Кемер — у складі Єнбекшинської сільської ради. Станом на 1999 рік існували Амангельдинський сільський округ (села Амангельди, Єсір) та Отеміський сільський округ (села Мукур, Отеміс, Узинкога), села Аккісі та Когаликоль перебували у складі Амантогайського сільського округу, село Кемер — у складі Карасуського сільського округу. Пізніше був утворений Єсірський сільський округ (села Аккісі, Єсір, Кемер, Когаликоль, Мукур). 5 квітня 2013 року до складу Амангельдинського сільського округу була включена територія ліквідованого Єсірського сільського округу. Того ж року було ліквідовано село Мукур.

## Склад
До складу округу входять такі населені пункти:
| Населений пункт  | Старі назви | Населення, осіб (1989) | Населення, осіб (1999) | Населення, осіб (2009) | Населення, осіб (2021) |
| ---------------- | ----------- | ---------------------- | ---------------------- | ---------------------- | ---------------------- |
| Аккісі, село     | -           | 200                    | 125                    | 127                    | 81                     |
| Амангельди, село | -           | 7272                   | 6642                   | 7569                   | 6778                   |
| Баймурат, село   | -           | 65                     | -                      | -                      | -                      |
| Єсір, село       | -           | 757                    | 533                    | 731                    | 404                    |
| Кемер, село      | -           | 521                    | 266                    | 187                    | 62                     |
| Когаликоль, село | Когали      | 156                    | 116                    | 117                    | 70                     |
| Мукур, село      | -           | 151                    | 156                    | 21                     | -                      |
| Отеміс, село     | -           | 748                    | 267                    | -                      | -                      |
| Сулікти, село    | -           | 36                     | -                      | -                      | -                      |
| Узинкога, село   | -           | 149                    | 0                      | -                      | -                      |